# Бланзак-Поршрес
Бланза́к-Поршре́с (фр. Blanzac-Porcheresse) — коммуна во Франции, находится в регионе Пуату — Шаранта. Департамент — Шаранта. Административный центр кантона Бланзак-Поршрес. Округ коммуны — Ангулем.
Код INSEE коммуны — 16046.
Коммуна расположена приблизительно в 420 км к юго-западу от Парижа, в 125 км южнее Пуатье, в 22 км к юго-западу от Ангулема.

## Население
Население коммуны на 2008 год составляло 833 человека.
| 1962 | 1968 | 1975 | 1982 | 1990 | 1999 | 2008 |
| ---- | ---- | ---- | ---- | ---- | ---- | ---- |
| 817  | 852  | 1004 | 874  | 819  | 836  | 833  |

## Климат
Климат океанический. Ближайшая метеостанция находится в городе Коньяк.
| Показатель                        | Янв. | Фев. | Март | Апр. | Май  | Июнь | Июль | Авг. | Сен. | Окт. | Нояб. | Дек. | Год   |
| --------------------------------- | ---- | ---- | ---- | ---- | ---- | ---- | ---- | ---- | ---- | ---- | ----- | ---- | ----- |
| Средний суточный максимум, °C     | 8,7  | 10,5 | 13,1 | 15,9 | 19,5 | 23,1 | 26,1 | 25,4 | 23,1 | 18,5 | 12,4  | 9,2  | 17,7  |
| Средняя температура, °C           | 5,4  | 6,7  | 8,5  | 11,1 | 14,4 | 17,8 | 20,2 | 19,7 | 17,6 | 13,7 | 8,6   | 5,9  | 12,5  |
| Средний суточный минимум, °C      | 2,0  | 2,8  | 3,8  | 6,2  | 9,4  | 12,4 | 14,4 | 14,0 | 12,1 | 8,9  | 4,7   | 2,6  | 7,8   |
| Норма осадков, мм                 | 80,4 | 67,3 | 65,9 | 68,3 | 71,6 | 46,6 | 45,1 | 50,2 | 59,2 | 68,6 | 79,8  | 80,0 | 783,6 |
| Источник: Relevé météo des Cognac |      |      |      |      |      |      |      |      |      |      |       |      |       |

## Администрация
| Период | Период | Фамилия          | Партия                   | Примечания       |
| ------ | ------ | ---------------- | ------------------------ | ---------------- |
| 1979   | 2008   | Филипп Арно      | Демократическое движение | сенатор          |
| 2008   |        | Жан-Филипп Салле |                          | школьный учитель |

## Экономика
В 2007 году среди 494 человек в трудоспособном возрасте (15—64 лет) 362 были экономически активными, 132 — неактивными (показатель активности — 73,3 %, в 1999 году было 68,5 %). Из 362 активных работали 320 человек (167 мужчин и 153 женщины), безработных было 42 (21 мужчина и 21 женщина). Среди 132 неактивных 42 человека были учениками или студентами, 42 — пенсионерами, 48 были неактивными по другим причинам.

## Достопримечательности
- Церковь Сен-Сибар-де-Поршрес (XII век). Памятник истории с 1913 года[3]
- Коллегиальная церковь Сен-Бартелеми-де-Бланзак, или Сен-Артеми-де-Бланзак (XII—XIII века). Памятник истории с 1890 года[4]

## Фотогалерея
- Церковь Сен-Бартелеми
- Церковь Сен-Сибар
- Мэрия
- Военный мемориал